# Megatypus
Megatypus — ископаемый род гигантских стрекозообразных насекомых из семейства Meganeuridae (Protodonata). Обнаружены в ископаемых отложениях пермского и каменноугольного периодов Северной Америки (США, штат Канзас) (290,1—279,3 миллионов лет назад). Виды этого рода были намного крупнее своих современных родственников, стрекоз. Длина одного их крыла составляет 19,5 см.

## Классификация
Род включает следующие виды:
- †Megatypus ingentissimus Tillyard, 1925
- †Megatypus parvus Engel, 1998
- †Megatypus schucherti Tillyard, 1925
- †Megatypus vetustus Carpenter, 1933